# Recuperación rápida
Recuperación rápida es un algoritmo implementado en las comunicaciones mediante del protocolo TCP. Cuando el receptor recibe un segmento con un número de secuencia que no corresponde, intuye que un segmento se ha perdido. Por cada nuevo segmento que llega, vuelve a mandar el ACK correspondiente al último segmento que recibió correctamente.
El emisor detecta que hay un problema de congestión ya que no recibe el ACK del segmento que envió y además recibe ACK's repetidos del último segmento que llegó correctamente. Cuando el emisor observa que le llegan 3 ACK's repetidos, procede a reenviar el segmento siguiente al último asentido, y continuar con la secuencia que llevaba originalmente.
Si el receptor recibe adecuadamente el segmento reenviado, enviará un ACK correspondiente al último segmento recibido correctamente (que no tiene por qué coincidir con el segmento reenviado).
- Datos: Q6102898